# Filformat
Med filformat avses den interna struktur som digitala datafiler hyser. En fil kan innehålla många olika typer av information, exempelvis en text, en bild, ett musikstycke eller en film. Eftersom informationen kodas och lagras digitalt, behövs en avkodare eller ett program med inbyggd avkodare för att se eller lyssna på innehållet för varje filtyp. Text kan till exempel lagras i en textfil som kan läsas med en textredigerare eller  ordbehandlare, en bild kan lagras i en bildfil som kan visas i ett bildredigeringsprogram (eller motsvarande visningsprogram) och så vidare.
Metoden att koda informationen på är ofta avgörande för den tekniska kvalitén på innehållet och dess tillgänglighet, framför allt när det gäller musik- och filmfiler. Om informationen ska spridas och med lätthet kunna avkodas av mottagaren så bör ett vanligt förekommande filformat väljas även om det kanske inverkar negativt på kvalitén. Om det finns höga krav på kvalitén i det som ska lagras bör istället ett filformat som klarar av dessa krav väljas.
Det går oftast att härleda filinnehållet med hjälp av metadata. Ofta framgår filformatet av filnamnets filändelse (filsuffix) eller ur början på själva filen där en header eller ett magiskt nummer brukar ge information om filens innehåll.
Numera upprätthålls en central lista på olika filformat, med tanke på att filtypen entydigt skall kunna beskrivas i MIME-standarden och till exempel HTTP-protokollet. Denna metainformation erbjuds ofta vid filöverföring med e-post eller över WWW men lagras sällan lokalt.
Filformat kan inte ges ensamrätt via copyright eller patent enligt lagar i USA och EU. På så sätt går det att utveckla program som läser filer gjorda i konkurrenters program. Avancerade algoritmer som behövs för att avkoda vissa filformat är dock patenterbara i USA, och GIF-formatet hade patent (som nu gått ut) vilket fick det formatet att gå ned i popularitet.

## Olika filtyper
Olika filer kan skilja sig i hur de representeras i filsystemet, hur operativsystemet hanterar dem, eller formatet, så som det hanteras av tillämpningsprogram.
Det mesta användardatat, såsom texter man skrivit, bilder och ljudfiler betraktas av de flesta operativsystem som datafiler, eventuellt med tilläggsinformation om huruvida det handlar om text eller binärdata, och hur filerna skall hanteras av tillämpningsprogrammen. Därtill kan det finns specialfiler, såsom i Unix, där också till exempel kataloger och viss hårdvara betraktas som filer. Till specialfilerna hör också alias och symboliska länkar, som visar på var en fil på riktigt finns.

### Textfiler
Textfiler är filer som i första hand innehåller text. I snäv bemärkelse avses en fil vars innehåll skall kunna tydas utan annan kännedom om filformatet (såsom det representeras av en ström av databitar eller -byte) än den teckenuppsättning som används. Tidigare var också teckenuppsättningen mer eller mindre begränsad till US-ASCII, men med Unicode kan textfiler innehålla text på valfritt språk. Numera uppfattas också ordbehandlarnas filformat ibland som textfiler, också om de inte fyller den snävare definitionen – och i själva verket inte behöver innehålla text över huvud taget.
En egentlig textfil som inte är strukturerad med tanke på att i första hand analyseras av datorprogram betecknas i MIME som text/plain och beskrivs ofta som ren text. Filformatet kan variera något mellan olika system och beroende på inställningar, framförallt vad gäller teckenuppsättning och radbyteskonventioner.
Till textfilerna kan också räknas filer som strukturerats både för att användas av olika program och för att kunna läsas direkt av en människa och redigeras med en icke-specialiserad textredigerare. Till dessa hör enkel HTML, källkod för olika programspråk, icke-binära konfigurationsfiler (vanliga i till exempel Unix-liknande system) och liknande. Ofta benämns de enligt det mer specifika formatet (MIME: text/csv, text/rtf, text/vcard etc.). Inte heller dessa filer innehåller bilder eller annan binärdata.

### Ordbehandlares filtyper
De flesta ordbehandlare använder egna binära format. Ofta är fragment av texten eller till och med texten i sin helhet läsbara med mer avancerade textredigerare eller hexeditorer, men dokumentets struktur kan vara svår att tolka och formateringsanvisningarna förutsätter i regel kännedom om filformatet. Traditionellt använde många ordbehandlare filändelsen .doc, som numera används främst för vissa av Microsoft Words filformat.
Behovet att växla dokument mellan användare av olika ordbehandlare ledde till det mer eller mindre standardiserade märkspråket Rich Text Format (ofta med filändelsen .rtf), som dock inte används i särskilt stor utsträckning. Bland andra filfomat för liknande ändamål kan nämnas den XML-baserade ISO/IEC-standarden ODF, framförallt använd av OpenOffice.
För utväxling av dokument har numera PDF blivit populärt, men formatet lämpar sig inte för redigering och dokumenten kan vara svåra att läsa på datorskärm.

### Bild
Det här är några av de filformat man använder för bild:
- BMP
- JPEG
- PNG
- TIFF
- GIF
- PCX
- RAW

### Film
Det här är några av de filformat man använder för film:
- flv
- AVI
- DivX
- DV
- MOV
- MPEG-2
- MP4
- QuickTime
- VOB
- XviD
- Matroska